# دوریس هدبرگ
دوریس هدبرگ (سوئدی: Doris Hedberg؛ زادهٔ ۱۸ فوریه ۱۹۳۶) ژیمناست هنری زن اهل سوئد بود.
وی در مسابقات کشوری و بین‌المللی در مجموع برندهٔ ۱ مدال نقره شده‌است.